# Cieniu
Cieniu, właśc. Wojciech Lechończak (ur. 22 listopada 1991 w Lęborku) – polski piosenkarz, gitarzysta i autor tekstów. Członek zespołu Jamal. 

## Kariera muzyczna
W młodości założył kilka zespołów, z którymi grał koncerty i występował na ulicy w Trójmieście. W 2017 został jednym z założycieli zespołu Yellow, z którym nagrał album pt. Purple E.P. promowany singlem „Pięknie”.
W 2020 wziął udział w 11. edycji programu The Voice of Poland w TVP2 i wydał singiel „Za mało”. W 2023 dołączył do zespołu Jamal, w którym śpiewa oraz gra na gitarze i instrumentach perkusyjnych. W 2025 wziął udział w 10. edycji Must Be the Music i choć przeszedł przesłuchania jurorskie, to nie znalazł się w gronie półfinalistów. 12 czerwca 2025 wystąpi z piosenką „Ona” w konkursie „Debiuty” podczas 62. Krajowego Festiwalu Polskiej Piosenki w Opolu.